# Jo Martin
Jo Martin, född den 29 april 1969 i Newham, London, är en brittisk skådespelerska.
Jo Martin har på senare år bland annat medverkat i TV-serierna Flatshare, Champion och Morden i Marlow. I den sistnämna spelade hon Suzie Harris, en av huvudrollerna.

## Filmografi (i urval)
- 2022 – Flatshare (TV-serie)
- 2023 – Champion (TV-serie)
- 2024–2025 – Morden i Marlow (TV-serie)